# Torneio Fita Azul de Futebol
Ver fita azul

## Premiações

### Década de 1950
Portuguesa
- 1951 —  Turquia,  Espanha e  Suécia.

(12 jogos: 11 vitórias e 1 empate)
- 1953 —  Peru,  Colômbia e  Equador.

(10 jogos: 7 vitórias e 3 empates)
- 1954 —  Inglaterra,  França,  Alemanha e  Turquia.

(15 jogos: 10 vitórias, 4 empates e 1 derrota)
 Sport Club Corinthians Paulista
- 1952 —  Turquia,  Suécia,  Finlândia e  Dinamarca.

(16 jogos: 12 vitórias, 3 empates e 1 derrota)
 Portuguesa Santista
- 1959 —  África do Sul

(15 jogos: 15 vitórias)

### Década de 1960
Caxias
- 1962 —  Argentina

(12 jogos: 9 vitórias e 3 empates)
 Bangu
- 1962 —  Suriname,  Bolívia,  Colômbia e  Equador.

(12 jogos: 8 vitórias e 4 empates)
 São Paulo
- 1964  —  Tchecoslováquia,  Alemanha,  Bélgica,  França e  Itália.

(11 jogos: 8 vitórias e 3 empates)

### Década de 1970
Coritiba
- 1972 —  Turquia,  Argélia e  Marrocos.

(6 jogos: 4 vitórias e 2 empates)
 Santos
- 1972 -  Japão,  Hong Kong,  Coreia do Sul,  Tailândia,  Austrália,  Indonésia,  Estados Unidos e  Canadá.

(17 jogos: 15 vitórias e 2 empates)
 Santa Cruz (Detalhes da Campanha)
- 1979 —  Kuwait,  Bahrein,  Catar,  Emirados Árabes Unidos,  Arábia Saudita,  Romênia e  França.

(12 jogos: 10 vitórias e 2 empates )